# Saddle Legion
Saddle Legion è un film del 1951 diretto da Lesley Selander.
È un western statunitense con Tim Holt, Dorothy Malone e Robert Livingston.

## Trama
Dave Saunders e Chito Rafferty riescono a farsi assumere come cowboy agli ordini del signor Warren, il quale attende l'ispezione veterinaria prima di avviare la sua mandria al mercato. Il losco trafficante Ace Kelso trama per portar via il bestiame a Warren e ingaggia Gabe, che da Warren è appena stato licenziato. Mentre Gabe simula i sintomi di una malattia contagiosa su un vitello della mandria, un uomo di Kelso si sostituisce al vero ispettore. Durante la visita, il falso ispettore riscontra la malattia e sequestra la mandria, con l'intento di portarla oltre confine in modo che Kelso possa venderla. Tuttavia, queste manovre non convincono Dave, che con l'aiuto dell'avvenente dottoressa Rollins sventa il complotto e restituisce la mandria al legittimo proprietario. Giunto il momento di ripartire, l'incorreggibile dongiovanni Chito chiede alla dottoressa Rollins di attendere il suo ritorno.

## Produzione
Il film, diretto da Lesley Selander su una sceneggiatura di Ed Earl Repp, fu prodotto da Herman Schlom per la RKO Radio Pictures e girato nel luglio 1950.

## Distribuzione
Il film fu distribuito negli Stati Uniti dal 7 aprile 1951 al cinema dalla RKO Radio Pictures.
Altre distribuzioni:
- in Svezia il 13 agosto 1951 (Lagbrytare i Texas)
- in Brasile (Ginete Audacioso)